# Melanchra limbata
Melanchra limbata là một loài bướm đêm trong họ Noctuidae.